# Gertrude (abbesse de la Cambre)
Pour les articles homonymes, voir Gertrude.
Gertrude est une religieuse cistercienne qui fut la 1re abbesse de l'abbaye de la Cambre.